# Eliminatórias da Copa do Mundo FIFA de 2006 - América do Norte, Central e Caribe
As eliminatórias da América do Norte, Central e Caribe para a Copa do Mundo FIFA de 2006 aconteceram para decidir quais seleções de futebol representarão a confederação de futebol da CONCACAF na fase final da Copa do Mundo FIFA de 2006 na Alemanha.

## Processo de classificação

### Primeira fase
Foi jogada em sistema eliminatório, com ida-e-volta envolvendo 10 grupos de 3 times e 2 grupos de 2 times. Os 12 vencedores de grupo avançaram para a segunda fase.

### Segunda fase
A segunda fase foi jogada em um sistema de turno e returno envolvendo 3 grupos de 4 times. Os três vencedores de grupo e os três segundos colocados se classificaram para a terceira fase.

### Terceira fase
Foi jogada em sistema de turno e returno envolvendo 6 times. Os 3 melhores se classificaram para as finais da Copa do Mundo de 2006 e o quarto time disputou uma repescagem contra um representante da Ásia.

## Primeira fase

### Grupo 1
| Data        | Partida          | Local                  | Resultado |
| 28-Fev-2004 | Granada - Guiana | St. George's (Granada) | 5:0 (2:0) |
| 14-Mar-2004 | Guiana - Granada | Blairmont (Guiana)     | 1:3 (1:1) |
| 13-Jun-2004 | EUA - Granada    | Columbus (EUA)         | 3:0 (1:0) |
| 20-Jun-2004 | Granada - EUA    | St. George's (Granada) | 2:3 (1:2) |

### Grupo 2
| Data        | Partida               | Local                      | Resultado  |
| 29-Fev-2004 | Bermuda - Montserrat  | Hamilton (Bermuda)         | 13:0 (6:0) |
| 21-Mar-2004 | Montserrat - Bermuda  | Plymouth (Montserrat)      | 0:7 (0:5)  |
| 13-Jun-2004 | El Salvador - Bermuda | San Salvador (El Salvador) | 2:1 (1:1)  |
| 20-Jun-2004 | Bermuda - El Salvador | Hamilton (Bermuda)         | 2:2 (2:2)  |

### Grupo 3
| Data        | Partida                      | Local              | Resultado |
| 18-Feb-2004 | Haiti - Ilhas Turks e Caicos | Miami (EUA)        | 5:0 (3:0) |
| 21-Fev-2004 | Ilhas Turks e Caicos - Haiti | Hialeah (EUA)      | 0:2 (0:2) |
| 12-Jun-2004 | Haiti - Jamaica              | Miami (EUA)        | 1:1 (0:1) |
| 20-Jun-2004 | Jamaica - Haiti              | Kingston (Jamaica) | 3:0 (3:0) |

### Grupo 4
| Data        | Partida                               | Local                              | Resultado |
| 22-Fev-2004 | Ilhas Virgens Britânicas - Sta. Lucia | Tortola (Ilhas Virgens Britânicas) | 0:1 (0:0) |
| 28-Mar-2004 | Sta. Lucia - Ilhas Virgens Britânicas | Vieux Fort (Sta. Lucia)            | 9:0 (3:0) |
| 13-Jun-2004 | Panamá - Sta. Lucia                   | Cidade do Panamá (Panamá)          | 4:0 (3:0) |
| 20-Jun-2004 | Sta. Lucia - Panamá                   | Vieux Fort (Sta. Lucia)            | 0:3 (0:1) |

### Grupo 5
| Data        | Partida            | Local                      | Resultado |
| 22-Fev-2004 | Ilhas Caymã - Cuba | Grand Cayman (Ilhas Caymã) | 1:2 (0:0) |
| 27-Mar-2004 | Cuba - Ilhas Caymã | Havana (Cuba)              | 3:0 (1:0) |
| 12-Jun-2004 | Cuba - Costa Rica  | Havana (Cuba)              | 2:2 (1:2) |
| 20-Jun-2004 | Costa Rica - Cuba  | Alajuela (Costa Rica)      | 1:1 (1:1) |

### Grupo 6
| Data        | Partida              | Local                           | Resultado |
| 28-Fev-2004 | Aruba - Suriname     | Oranjestad (Aruba)              | 1:2 (0:0) |
| 27-Mar-2004 | Suriname - Aruba     | Paramaribo (Suriname)           | 8:1 (4:1) |
| 12-Jun-2004 | Suriname - Guatemala | Paramaribo (Suriname)           | 1:1 (1:1) |
| 20-Jun-2004 | Guatemala - Suriname | Cidade da Guatemala (Guatemala) | 3:1 (1:0) |

### Grupo 7
| Data        | Partida                                 | Local                            | Resultado |
| 18-Fev-2004 | Antígua e Barbuda - Antilhas Holandesas | St. John's (Antígua e Barbuda)   | 2:0 (1:0) |
| 31-Mar-2004 | Antilhas Holandesas - Antígua e Barbuda | Willemstad (Antilhas Holandesas) | 3:0 (2:0) |
| 12-Jun-2004 | Antilhas Holandesas - Honduras          | Willemstad (Antilhas Holandesas) | 1:2 (0:1) |
| 19-Jun-2004 | Honduras - Antilhas Holandesas          | San Pedro Sula (Honduras)        | 4:0 (2:0) |

### Grupo 8
| Data        | Partida         | Local             | Resultado |
| 13-Jun-2004 | Canadá - Belize | Kingston (Canadá) | 4:0 (1:0) |
| 16-Jun-2004 | Belize - Canadá | Kingston (Canadá) | 0:4 (0:1) |

### Grupo 9
| Data        | Partida            | Local                   | Resultado  |
| 26-Mar-2004 | Dominica - Bahamas | Nassau (Bahamas)        | 1:1 (0:0)  |
| 28-Mar-2004 | Bahamas - Dominica | Nassau (Bahamas)        | 1:3 (0:1)  |
| 19-Jun-2004 | Dominica - México  | San Antonio (EUA)       | 0:10 (0:5) |
| 27-Jun-2004 | México - Dominica  | Aguascalientes (México) | 8:0 (5:0)  |

### Grupo 10
| Data        | Partida                                       | Local                                        | Resultado |
| 18-Fev-2004 | Is. Virgens Americanas - S. Cristóvão e Nevis | St Thomas/St John (Ilhas Virgens Americanas) | 0:4 (0:1) |
| 31-Mar-2004 | S. Cristóvão e Nevis - Is. Virgens Americanas | Basseterre (São Cristóvão e Nevis)           | 7:0 (2:0) |
| 13-Jun-2004 | Barbados - São Cristóvão e Nevis              | Bridgetown (Barbados)                        | 0:2 (0:0) |
| 19-Jun-2004 | São Cristóvão e Nevis - Barbados              | Basseterre (São Cristóvão e Nevis)           | 3:2 (3:2) |

### Grupo 11
| Data        | Partida                                  | Local                                | Resultado |
| 19-Mar-2004 | República Dominicana - Anguilla          | Santo Domingo (República Dominicana) | 0:0       |
| 21-Mar-2004 | Anguilla - República Dominicana          | Santo Domingo (República Dominicana) | 0:6 (0:2) |
| 13-Jun-2004 | República Dominicana - Trinidad e Tobago | Santo Domingo (República Dominicana) | 0:2 (0:0) |
| 20-Jun-2004 | Trinidad e Tobago - República Dominicana | Marabella (Trinidad e Tobago)        | 4:0 (0:0) |

### Grupo 12
| Data        | Partida                              | Local                                | Resultado |
| 13-Jun-2004 | Nicarágua - São Vicente e Granadinas | Diriamba (Nicarágua)                 | 2:2 (1:2) |
| 20-Jun-2004 | São Vicente e Granadinas - Nicarágua | Kingstown (São Vicente e Granadinas) | 4:1 (2:0) |

## Segunda fase

### Grupo 1
| P  | País           | J | V | E | D | GP | GC | Pts |
| -- | -------------- | - | - | - | - | -- | -- | --- |
| 1º | Estados Unidos | 6 | 3 | 3 | 0 | 13 | 3  | 12  |
| 2º | Panamá         | 6 | 2 | 2 | 2 | 8  | 11 | 8   |
| 3º | Jamaica        | 6 | 1 | 4 | 1 | 7  | 5  | 7   |
| 4º | El Salvador    | 6 | 1 | 1 | 4 | 2  | 11 | 4   |

- Em azul - Classificado para a próxima fase

| Data        | Partida               | Local                      | Resultado |
| 18-Ago-2004 | Jamaica - EUA         | Kingston (Jamaica)         | 1:1 (0:0) |
| 18-Ago-2004 | El Salvador - Panamá  | San Salvador (El Salvador) | 2:1 (2:1) |
| 04-Set-2004 | EUA - El Salvador     | Foxboro (EUA)              | 2:0 (1:0) |
| 04-Set-2004 | Jamaica - Panamá      | Kingston (Jamaica)         | 1:2 (0:1) |
| 08-Set-2004 | El Salvador - Jamaica | San Salvador (El Salvador) | 0:3 (0:3) |
| 08-Set-2004 | Panamá - EUA          | Cidade do Panamá (Panamá)  | 1:1 (0:0) |
| 09-Out-2004 | El Salvador - EUA     | San Salvador (El Salvador) | 0:2 (0:1) |
| 09-Out-2004 | Panamá - Jamaica      | Cidade do Panamá (Panamá)  | 1:1 (1:0) |
| 13-Out-2004 | Jamaica - El Salvador | Kingston (Jamaica)         | 0:0       |
| 13-Out-2004 | EUA - Panamá          | Washington DC (EUA)        | 6:0 (1:0) |
| 17-Nov-2004 | EUA - Jamaica         | Columbus, OH (EUA)         | 1:1 (1:1) |
| 17-Nov-2004 | Panamá - El Salvador  | Cidade do Panamá (Panamá)  | 3:0 (3:0) |

### Grupo 2
| P  | País       | J | V | E | D | GP | GC | Pts |
| -- | ---------- | - | - | - | - | -- | -- | --- |
| 1º | Costa Rica | 6 | 3 | 1 | 2 | 12 | 8  | 10  |
| 2º | Guatemala  | 6 | 3 | 1 | 2 | 7  | 9  | 10  |
| 3º | Honduras   | 6 | 1 | 4 | 1 | 9  | 7  | 7   |
| 4º | Canadá     | 6 | 1 | 2 | 3 | 4  | 8  | 5   |

- Em azul - Classificado para a próxima fase

| Data        | Partida                | Local                           | Resultado |
| 18-Ago-2004 | Canadá - Guatemala     | Vancouver (Canadá)              | 0:2 (0:1) |
| 18-Ago-2004 | Costa Rica - Honduras  | Alajuela (Costa Rica)           | 2:5 (2:2) |
| 04-Set-2004 | Canadá - Honduras      | Edmonton (Canadá)               | 1:1 (0:0) |
| 05-Set-2004 | Guatemala - Costa Rica | Cidade da Guatemala (Guatemala) | 2:1 (0:1) |
| 08-Set-2004 | Honduras - Guatemala   | San Pedro Sula (Honduras)       | 2:2 (0:2) |
| 08-Set-2004 | Costa Rica - Canadá    | San Jose (Costa Rica)           | 1:0 (0:0) |
| 09-Out-2004 | Honduras - Canadá      | San Pedro Sula (Honduras)       | 1:1 (0:0) |
| 09-Out-2004 | Costa Rica - Guatemala | San Jose (Costa Rica)           | 5:0 (2:0) |
| 13-Out-2004 | Canadá - Costa Rica    | Vancouver (Canada)              | 1:3 (1:0) |
| 13-Out-2004 | Guatemala - Honduras   | Cidade da Guatemala (Guatemala) | 1:0 (0:0) |
| 17-Nov-2004 | Guatemala - Canadá     | Cidade da Guatemala (Guatemala) | 0:1 (0:0) |
| 17-Nov-2004 | Honduras - Costa Rica  | San Pedro Sula (Honduras)       | 0:0       |

### Grupo 3
| P  | País                    | J | V | E | D | GP | GC | Pts |
| -- | ----------------------- | - | - | - | - | -- | -- | --- |
| 1º | México                  | 6 | 6 | 0 | 0 | 27 | 1  | 18  |
| 2º | Trinidad e Tobago       | 6 | 4 | 0 | 2 | 12 | 8  | 12  |
| 3º | S. Vicente e Granadinas | 6 | 2 | 0 | 4 | 4  | 12 | 6   |
| 4º | São Cristóvão e Nevis   | 6 | 0 | 0 | 6 | 2  | 24 | 0   |

- Em azul - Classificado para a próxima fase

| Data        | Partida                                        | Local                               | Resultado |
| 18-Ago-2004 | S. Vicente e Granadinas - Trinidad e Tobago    | Kingstown (S. Vicente e Granadinas) | 0:2 (0:0) |
| 04-Set-2004 | S. Cristóvão e Nevis - Trinidad e Tobago       | Basseterre (S. Cristóvão e Nevis)   | 1:2 (1:1) |
| 08-Set-2004 | Trinidad e Tobago - México                     | Port of Spain (Trinidad e Tobago)   | 1:3 (1:2) |
| 10-Set-2004 | S. Vicente e Granadinas - S. Cristóvão e Nevis | Kingstown (S. Vicente e Granadinas) | 1:0 (1:0) |
| 06-Out-2004 | Mexico - S. Vicente e Granadinas               | Pachuca (México)                    | 7:0 (1:0) |
| 10-Out-2004 | Trinidad e Tobago - S. Cristóvão e Nevis       | Marabella (Trinidad e Tobago)       | 5:1 (2:1) |
| 10-Out-2004 | S. Vicente e Granadinas - México               | Kingstown (S. Vicente e Granadinas) | 0:1 (0:1) |
| 13-Out-2004 | S. Cristóvão e Nevis - S. Vicente e Granadinas | Basseterre (S. Cristóvão e Nevis)   | 0:3 (0:1) |
| 13-Out-2004 | México - Trinidad e Tobago                     | Puebla (México)                     | 3:0 (1:0) |
| 13-Nov-2004 | S. Cristóvão e Nevis - México                  | Basseterre (S. Cristóvão e Nevis)   | 0:5 (0:2) |
| 17-Nov-2004 | México - S. Cristóvão e Nevis                  | Monterrey (México)                  | 8:0 (2:0) |
| 17-Nov-2004 | Trinidad e Tobago - S. Vicente e Granadinas    | Port of Spain (Trinidad e Tobago)   | 2:1 (0:0) |

## Terceira fase
| P  | País              | J  | V | E | D | GP | GC | Pts |
| -- | ----------------- | -- | - | - | - | -- | -- | --- |
| 1° | México            | 10 | 7 | 1 | 2 | 22 | 9  | 22  |
| 2° | Estados Unidos    | 10 | 7 | 1 | 2 | 16 | 6  | 22  |
| 3° | Costa Rica        | 10 | 5 | 1 | 4 | 15 | 14 | 16  |
| 4° | Trinidad e Tobago | 10 | 4 | 1 | 5 | 10 | 15 | 13  |
| 5° | Guatemala         | 10 | 3 | 2 | 5 | 16 | 18 | 11  |
| 6° | Panamá            | 10 | 0 | 2 | 8 | 4  | 21 | 2   |

 P = Posição; J = Jogos; V = Vitórias; E = Empates; D = Derrotas; GP = Gols Pró; GC = Gols Contra e Pts = Pontos
- Em azul - Classificados para a Copa do Mundo 2006

| Data        | Partida                        | Local                               | Resultado |
| 09-Fev-2005 | Costa Rica - México            | San José (Costa Rica)               | 1:2 (1:2) |
| 09-Fev-2005 | Panamá - Guatemala             | Cidade do Panamá (Panamá)           | 0:0       |
| 09-Fev-2005 | Trinidad e Tobago - EUA        | Port of Spain (Trinidad e Tobago)   | 1:2 (0:1) |
| 26-Mar-2005 | Guatemala - Trinidad e Tobago  | Cidade da Guatemala (Guatemala)     | 5:1 (3:1) |
| 26-Mar-2005 | Costa Rica - Panamá            | San José (Costa Rica)               | 2:1 (1:0) |
| 27-Mar-2005 | México - EUA                   | Cidade do México (México)           | 2:1 (2:0) |
| 30-Mar-2005 | Panamá - México                | Cidade do Panamá (Panamá)           | 1:1 (0:1) |
| 30-Mar-2005 | EUA - Guatemala                | Birmingham (EUA)                    | 2:0 (1:0) |
| 30-Mar-2005 | Trinidad e Tobago - Costa Rica | Port of Spain (Trinidad and Tobago) | 0:0       |
| 04-Jun-2005 | Guatemala - México             | Cidade da Guatemala (Guatemala)     | 0:2 (0:2) |
| 04-Jun-2005 | Trinidad e Tobago - Panamá     | Port of Spain (Trinidad and Tobago) | 2:0 (1:0) |
| 04-Jun-2005 | EUA - Costa Rica               | Salt Lake City (EUA)                | 3:0 (1:0) |
| 08-Jun-2005 | Costa Rica - Guatemala         | San José (Costa Rica)               | 3:2 (1:0) |
| 08-Jun-2005 | México - Trinidad e Tobago     | Monterrey (México)                  | 2:0 (0:0) |
| 08-Jun-2005 | Panamá - EUA                   | Cidade do Panamá (Panamá)           | 0:3 (0:3) |
| 17-Ago-2005 | Guatemala - Panamá             | Cidade da Guatemala (Guatemala)     | 2:1 (0:1) |
| 17-Ago-2005 | México - Costa Rica            | Cidade do México (México)           | 2:0 (0:0) |
| 17-Ago-2005 | EUA - Trinidad e Tobago        | East Hartford, CT (EUA)             | 1:0 (1:0) |
| 03-Set-2005 | EUA - México                   | Columbus, OH (EUA)                  | 2:0 (0:0) |
| 03-Set-2005 | Trinidad e Tobago - Guatemala  | Port of Spain (Trinidad e Tobago)   | 3:2 (0:1) |
| 03-Set-2005 | Panamá - Costa Rica            | Cidade do Panamá (Panamá)           | 1:3 (0:1) |
| 07-Set-2005 | Costa Rica - Trinidad e Tobago | San Jose (Costa Rica)               | 2:0 (1:0) |
| 07-Set-2005 | México - Panamá                | Cidade do México (México)           | 5:0 (1:0) |
| 07-Set-2005 | Guatemala - EUA                | Cidade da Guatemala (Guatemala)     | 0:0       |
| 08-Out-2005 | Costa Rica - EUA               | San José (Costa Rica)               | 3:0 (1:0) |
| 08-Out-2005 | Panamá - Trinidad e Tobago     | Cidade do Panamá (Panamá)           | 0:1 (0:0) |
| 08-Out-2005 | México - Guatemala             | Cidade do México (México)           | 5:2 (1:1) |
| 12-Out-2005 | EUA - Panamá                   | Boston (EUA)                        | 2:0 (0:0) |
| 12-Out-2005 | Guatemala - Costa Rica         | Cidade da Guatemala (Guatemala)     | 3:1 (3:0) |
| 12-Out-2005 | Trinidad e Tobago - México     | Port of Spain (Trinidad e Tobago)   | 2:1 (1:1) |

## Repescagem
| Data        | Partida                     | Local                             | Resultado |
| 12-Nov-2005 | Trinidad e Tobago - Bahrein | Port of Spain (Trinidad e Tobago) | 1:1 (0:0) |
| 16-Nov-2005 | Bahrein - Trinidad e Tobago | Manama (Bahrein)                  | 0:1 (0:0) |

Classificado para a Copa do Mundo:  Trinidad e Tobago